# Au jus

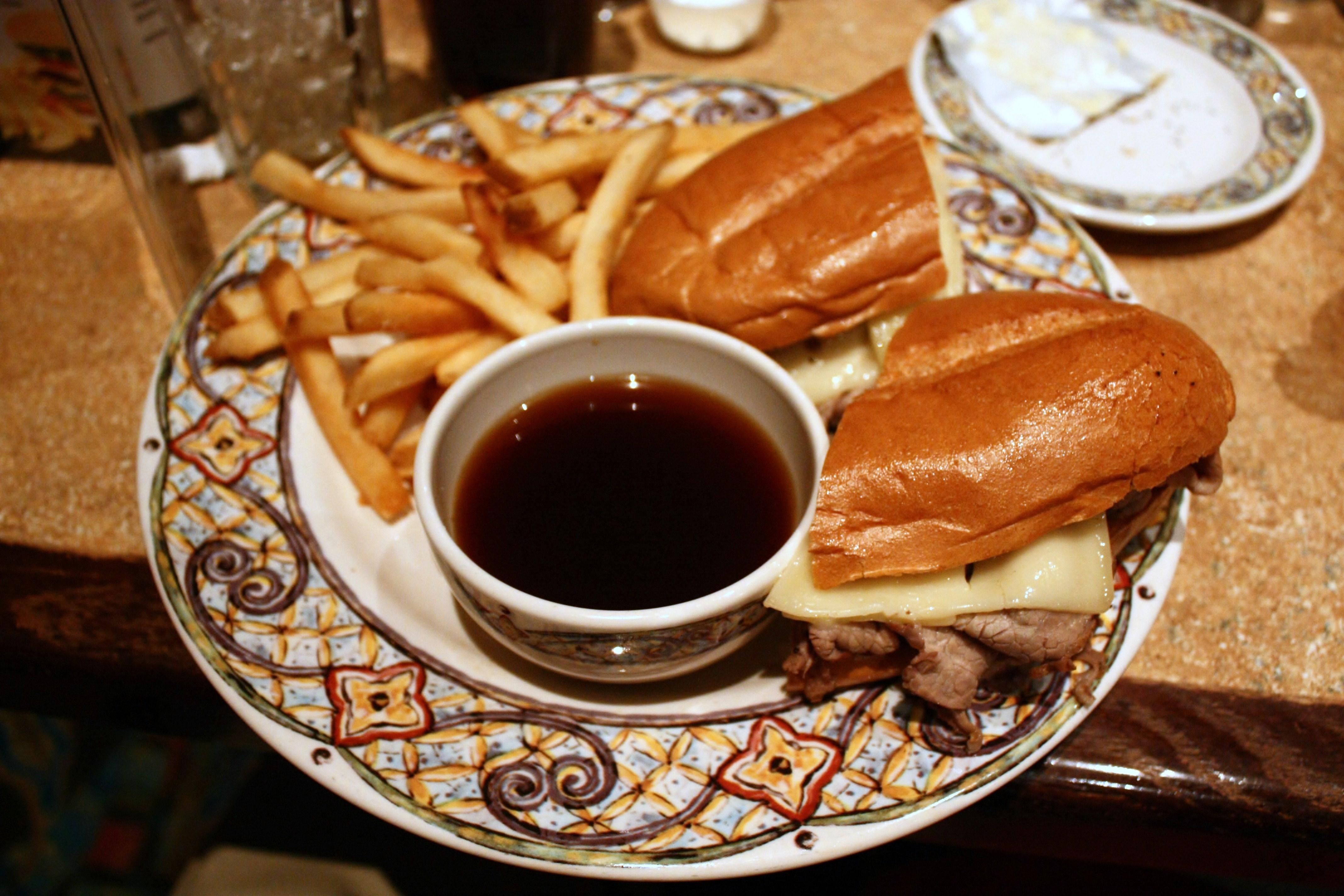
Panino French dip servito assieme a salsa au jus americana

Au jus è un termine culinario francese che significa "con succo". Si riferisce a piatti di carne serviti insieme al liquido secreto dalla carne durante la cottura. Questo metodo di preparazione ha come scopo quello di esaltare il sapore degli alimenti.
Il concetto di au jus ha preso piede nella cucina degli Stati Uniti, ove però può anche alludere a una salsa usata per condire la carne di manzo e servita a parte o sopra l'alimento, che può essere, ad esempio, la salsa gravy.